# Petroff Point
Der Petroff Point (englisch; bulgarisch Петров нос Petrow nos) ist eine 1,2 km lange Landspitze an der Ostküste der Brabant-Insel im Palmer-Archipel westlich der Antarktischen Halbinsel. Sie ragt 3,85 km nordwestlich des Mitchell Point und 6,8 km südwestlich des Spallanzani Point in die Hill Bay hinein.
Die bulgarische Kommission für Antarktische Geographische Namen benannte sie 2009 nach dem bulgarisch-US-amerikanischen Erfinder Peter Petroff (1919–2003), der die erste digitale Armbanduhr entwickelt hatte.